# 에오메르
에오메르는 《반지의 제왕》의 등장인물이다. 로한의 왕 세오덴의 조카로 용맹하게 싸워 멸망 직전의 로한을 지키고 세오덴이 전사한 후 왕이 되었다.
반지원정대의 도움을 받아 로한이 위기를 모면한 후 동맹국 곤도르의 수도 미나스 티리스를 구원하기 위해 병력을 보낼 때 원정대와 함께 전투를 벌였다. 또한 모르도르로 진입한 프로도와 샘을 돕기 위해 모란논 앞에서 전투를 개시할 때 역시 함께 했다.
반지전쟁이 끝난 뒤에도 왕국의 수장으로서 동맹국의 엘렛사르 왕과 함께 하면서 교류하였다.